# Jaime Ramírez Banda
Jaime Ramírez Banda (ur. 14 sierpnia 1931 w Santiago, zm. 23 lutego 2003 tamże) – chilijski piłkarz, napastnik, skrzydłowy. Brązowy medalista MŚ 62.
W reprezentacji Chile zagrał 46 razy i strzelił 12 bramek. Debiutował w 1954, ostatni raz zagrał w 1966. Podczas MŚ 62 wystąpił we wszystkich sześciu spotkaniach Chile i zdobył dwie bramki. Był wówczas piłkarzem Universidad de Chile. Łącznie w karierze bronił barw kilkunastu klubów, oprócz chilijskich (m.in. CSD Colo-Colo) także hiszpańskich (m.in. Espanyol Barcelona) oraz argentyńskiego Racingu. Znajdował się w kadrze na MŚ 66.